# Lepidodexia fulviventris
Lepidodexia fulviventris är en tvåvingeart som beskrevs av Guilherme A.M.Lopes 1980. Lepidodexia fulviventris ingår i släktet Lepidodexia och familjen köttflugor. Inga underarter finns listade i Catalogue of Life.